# Ximo Tebar
Ximo Tebar nació en 1963 en Valencia (España). Es un guitarrista especializado en música de jazz.

## Biografía
Ximo Tebar nace en Valencia (España) en 1963, comienza a tocar la guitarra los siete años y a los diecisiete decide dedicarse profesionalmente a la música. Desde entonces, ha realizado giras y grabaciones por España, Europa y América liderando su propio grupo o junto a prestigiosos solistas como: Johnny Griffinn, Benny Golson, Joe Lovano, Tom Harrell, Tete Montoliu, Anthony Jackson, Lou Bennett, Lou Donaldson, Louie Bellson, Joey DeFrancesco, Jan Ackerman, etc.
Ha participado en la mayoría de los más importantes festivales de jazz del mundo como: Vitoria, San Sebastián Jazzaldia, North Sea, Montreux, Latín in Manhattan, Pori Jazz, Midem Cannes, Apolo Theater Nueva York, Jazz at Lincoln Center NYC, Buenos Aires, Panamá, Moscú, San Petersburgo, Jordania, Líbano, EE. UU., San Javier, Madrid, Barcelona, etc.
Ximo Tébar es el músico español que más premios ha obtenido en los últimos años, de entre ellos, cabe destacar el premio al MEJOR SOLISTA de la Muestra Nacional de Jazz, otorgado por el Ministerio de Cultura, durante dos años consecutivos (1989-90).
En diciembre de 2003 se traslada a Nueva York fijando su residencia en Manhattan y comienza a introducirse en la escena jazzística neoyorkina tocando con Michael P. Mosmman, Dave Schnitter, Anthony Jackson o Arturo O'Farril por los jazz clubs como Birland, Smoke, Dizzy’s Jazz At Lincoln Center, etc. En febrero de 2004 firma un contrato en Nueva York con Sunnyside Records y comienza a trabajar, de la mano de Arturo O'Farril con la Chico O'Farril Afro Cuban Jazz Orchestra actuando cada domingo en el Birland Jazz Club. También comienza a trabajar con Joe Lovano, Tom Harrel, Dave Samuels, etc. y como productor en grabaciones.
Considerado por la crítica internacional especializada como el creador del Son Mediterráneo, su extensa discografía consta de discos de corte jazzístico tradicional como su estupenda colección de discos “The Jazz Guitar Trio”, (4 volúmenes grabados junto a grandes maestros del Hammond y la batería como; Joey DeFrancesco, Dr. Lonnie Smitt, Lou Bennett, Idris Muhammad, Billy Brooks, etc.).
Su faceta más personal, creadora e innovadora la muestra en sus discos de fusión como, “Son Mediterráneo” (Wea 1992), álbum que supuso su confirmación como inspirado compositor, además de imaginativo arreglista, faceta que no solo aplica con éxito a sus propias composiciones, sino también en las atrevidas versiones que interpreta como; Concierto de Aranjuez del maestro Joaquin Rodrigo. Son Mediterráneo fue galardonado por la revista World Music como uno de los 100 mejores álbumes de jazz de la década de los 90, y Son Mediterráneo también es el título de un bello tema homónimo, una pieza por la que Ximo Tebar recibió, merecidamente, el título de creador del “Son del Mediterráneo” (fusión de jazz y flamenco con aroma mediterráneo).
Su sonoridad mediterránea también se puede escuchar en discos como; “Aranzazu”, “Anis del Gnomo”, “Te Kiero con K”, “Homepage” (Wea 1998) Nominado “Mejor Álbum de Jazz” en los Premios de la Música 1999 y primer disco de jazz español que sonó en las listas de éxitos, y “Embrujado” (Omix 2003), la crítica destaca este disco como: “Una obra total y plena. Jazz imaginativo con geniales particularidades”.
En su faceta más experimental y vanguardista, sus discos “Eclipse” (Omix 2006) y “Steps” (Omix 2008) han sido valorados como los mejores discos del año por la revista All About Jazz New York. También “Celebrating Erik Satie” (2009) es un trabajo experimental basado en la música del genial compositor francés Erik Satie con arreglos transgresores en clave de jazz , free-jazz y flamenco contemporáneo el cual fue grabado en Nueva York junto a destacados músicos como; Sean Jones, Robin Eubanks, Orrin Evans, Jim Ridl, Boris Kozlov y Donald Edwards.
En 2010 editó “A Jazzy World Christmas”, su primer CD temático basado en canciones populares de Navidad de diferentes países en clave de world-jazz contemporáneo con colaboraciones de grandes voces del jazz moderno y world music como JD Walter, Miles Griffith, Maria De Medeiros, Ester Andujar y Thais Morell. La crítica internacional destaca el CD como “Una innovadora celebración de la música navideña”, “…. Ximo Tebar presenta en este disco su punto de vista interétnico de la música tradicional de Navidad, siendo una vez más “creativo e impredecible” tal y como destaca Scott Yanow en All Music Guide. El repertorio incluye una selección de diez canciones navideñas versionadas en clave de jazz con arreglos originales escritos en su mayoría por Tébar innovando la tradición de la música navideña, y enriqueciendo aún más su espíritu con grandes colaboradores de las dos partes del atlántico….” Russ Musto – All About Jazz New York
En 2012 presentó en Nueva York su decimoquinto disco “Jazz Swing and Ballads”, un CD recopilatorio de su colección “Jazz Guitar Trios” junto Lou Donaldson, Joey De Francesco, Dr. Lonnie Smith, Lou Bennett, Idris Muhammad and Billy Brooks.
También en 2012 realizó la dirección artística de la Gala Lladró Jazz Awards en Nueva York actuando junto a Dave Samborn, Michel Camilo y Kenny Barron, y posteriormente viajó a Europa para actuar en los grandes Festivales de Jazz como: Jazzaldía San Sebastián, San Javier Jazz, Bremmen Jazzahead, etc.
En 2013 la Generalitat Valenciana le encargó junto a Nacho Mañó, la dirección y producción el espectáculo “Per Sempre Nino Bravo”, en homenaje al cantante valenciano más universal, y que se presentó en varios conciertos como; Teatro Principal de Valencia (2013), o Festival Sagunt a Escena (agosto de 2014).
También en 2013 entra a formar del cuerpo de profesores de jazz del Conservatorio Superior de Música de Valencia “Joaquín Rodrigo”.
En 2015 el pleno de Les Corts Valencianes elige al guitarrista Ximo Tébar como nuevo Conseller del máximo organismo consultivo en materia cultural del gobierno de la Comunitat: el Consell Valencià de Cultura (CVC).
En 2016, con motivo del 25 aniversario de su Son Mediterráneo, Ximo Tebar ha editado un nuevo trabajo: “SOLEO” The New Son Mediterráneo Celebrating 25th (Warner). Este trabajo ha recibido el reconocimiento unánime de la crítica especializada internacional y ha sido presentado en gira 2016-2017 con éxito de público y crítica en grandes festivales y auditorios como: Vitoria Jazz Festival, Madrid Jazz Festival, Sevilla Jazz Festival, Auditorio de San Juan (Puerto Rico), Birdland New York (Estados Unidos), San Javier Jazz Festival, Canarias Heineken Jazz Festival, Cordoba Guitar Festival, Istambul Jazz Festival (Turquía), International Guitar Festival Lagoa (Portugal), entre muchos otros… Para redondear este aniversario la editorial Piles [Editorial de Música S.A] editó el libro “Ximo Tébar: la guitarra del jazz mediterráneo”, escrito por el músico y Doctor en investigación musical José Pruñonosa, que hace un recorrido por la discografía de Ximo y por esos veinticinco años de carrera en la música.
En mayo de 2018 edita un nuevo CD titulado “CON ALMA & UNITED” [Warner] basado en recreaciones peculiares y progresivas de estándares de Shorter, Gillespie, Ellington, Desmond, Mingus, Monk. El título del CD es un juego de palabras inteligente en dos idiomas, y también se refiere a dos cortes incluidos en el álbum: “United” de Wayne Shorter con la colaboración de Jorge Pardo y “Con Alma” de Dizzy Gillespie con la colaboración de Arturo. O’Farrill en Nueva York. “Un nuevo giro en la carrera de nuestro guitarrista más internacional; uniendo “en cuerpo y con Alma” una nueva fusión que nos lleva del “son mediterráneo” al Progressive Jazz Mainstream” [José Pruñonosa 15/03/2018]
En diciembre de 2019 edita el CD-DVD “A-Free-Kan Jazz Dance Big Band“, su primer trabajo en formato big band. Una gran producción interétnica compuesta por más de treinta músicos y bailarines de diversos países y estilos (africa, jazz, clásica, world), en la que Ximo Tebar ejerce de director, compositor y arreglista. “Un canto a la libertad y a la hermandad entre pueblos, reflejado en un proyecto para big band diferente a lo que se ha hecho hasta ahora que fusiona el jazz con la danza y percusión africana en un retorno a las raíces del Groove”
En 2020 produce y promueve junto a destacados artistas visuales el proyecto INFINITY ART, que propone una nueva forma de coleccionismo de arte modular e interactivo. También en 2020 entra a formar del cuerpo de profesores de la Universidad de California UCLA Herb Alpert Musich School.
Actualmente dirige su sello discográfico Omix Records compartiendo sus giras, grabaciones, producciones discográficas, workshops, talleres, seminarios y conferencias.

## Premios y distinciones
- Mención Especial del "III Concurso de la Diputación de Valencia" (1987)
- Award Best Group "International Jazz Contest in Getxo", 1990.
- Best Group Ministerio de Cultura "Muestra Nacional de Jazz", 1989
- Best Soloist Ministerio de Cultura "Muestra Nacional de Jazz", 1989.
- Best Group Ministerio de Cultura "Muestra Nacional de Jazz", 1990.
- Best Soloist Ministerio de Cultura "Muestra Nacional de Jazz", 1990
- Best Group RTVE "Jazz entre amigos" TVE 1. 1991.
- Best Soloist RTVE "Jazz Entre Amigos" TVE 1. 1991.
- Premio de la Música "Biennial Young Creators of Mediterranean Europe", 1992.
- Nominado Premios de la Música 1999 (Mejor Álbum de Jazz "HOMEPAGE" Wea-Warner)
- Premios Jazz Promusics 2001 "MEJOR GRUPO" (Ximo Tebar Band)
- Premios Jazz Promusics 2001 "MEJOR DISCO" (Homepage)
- Premios Jazz Promusics 2002 al "MEJOR GRUPO" (Ximo Tebar Band)
- Jazz World Award 2005 granted by RTVV and Generalitat Valenciana
- Official International Association for Jazz Education JAZZ AWARD for Outstanding Service to Jazz Education (New York 2007

## Discografía como líder
- Ximo Tebar Group "Aranzazu" (1988)
- Ximo Tebar Group "Anis del Gnomo" (1990)
- Ximo Tebar Group "Live in Russia" (1991)
- Ximo Tebar The Jazz Guitar Trio, Vol 1 "Hello Mr. Bennett" (WEA 1992)
- Ximo Tebar Group "Te Kiero con K" (WEA 1991)
- Ximo Teba "Son Mediterráneo" (WEA 1995)
- Ximo Tebar The Jazz Guitar Trio, Vol 2 "So What" (WEA 1997)
- Ximo Tebar Band "Homepage" (1998)
- Ximo Tebar The Jazz Guitar Trio, Vol 3 "Goes Blue" (Omix Records 2001)
- Ximo Tebar "Embrujado" (Omix Records 2002)
- Ximo Tebar The Jazz Guitar Trio, Vol 4 "The Champs" (Omix Records 2004)
- Ximo Tebar "Eclipse" (Omix Records 2006)
- Ximo Tebar "Steps" (Omix Records 2008)
- Ximo Tebar "Celebrating Erik Satie" (Omix Records 2009)
- Ximo Tebar "A Jazzy World Christmas" (Omix Records 2010)
- Ximo Tebar "Jazz Swing and Ballads" (Omix Records 2012)
- Ximo Tebar "Soleo" The New Son Mediterraneo Celebrating 25th" (Warner 2016)
- Ximo Tebar "Con Alma & United" Mainstream Progressive Jazz Standards" (Warner 2018)
- Ximo Tebar "A-Free-Kan Jazz Dance Big Band" (Omix Records 2019)
- XIMO TEBAR DISCOGRAPHY - ALL REFERENCES - AUDIOS AND CREDITS

## Discografía como productor
- Discography as producer - All references - Omix Records Jazz & Crossover